# Иванов, Анатолий Евгеньевич (кинорежиссёр)
Анатолий Евгеньевич Иванов (6 августа 1939, Прилуки, Черниговская область — 27 сентября 1996, Киев) — советский и украинский кинорежиссёр

.

## Биография
Родился 6 августа 1939 года.
В 1959 году окончил Киевский институт физкультуры. В Мелитопольском сельхозинституте не только учился, но и преподавал физкультуру.
В 1967 году окончил Киевский строительный институт, в 1969 году — курсы ассистентов режиссёра при киностудии имени Александра Довженко, в 1972 году — режиссёрский факультет ВГИКа (мастерская учебного фильма и телевидения Б. Альтшулера.
В 1965—1968 годах работал на Киевской студии научно-популярных фильмов.
С 1972 года — режиссёр киностудии имени Александра Довженко.
Умер 27 сентября 1996 года.

## Фильмография

### Режиссёр
- 1976 — Место спринтера вакантно
- 1977 — За пять секунд до катастрофы
- 1979 — Расколотое небо
- 1981 — Старые письма
- 1984 — У призраков в плену
- 1986 — Счастлив, кто любил...
- 1990 — Дрянь
- 1992 — Игра всерьёз
- 1995 — Осторожно! Красная ртуть!

### Прочее
- 1991 — Телохранитель (соавтор сценария)
- 1993 — Золото партии (соавтор сценария)